# Lerm-et-Musset
Lerm-et-Musset è un comune francese di 485 abitanti situato nel dipartimento della Gironda nella regione della Nuova Aquitania.

## Società

### Evoluzione demografica
Abitanti censiti